# Wymysław
Wymysław – wieś w Polsce, w województwie wielkopolskim, w powiecie chodzieskim, w gminie Chodzież.
Do 2023 miejscowość była częścią wsi Zacharzyn.
W latach 1975–1998 miejscowość administracyjnie należała do województwa pilskiego.
Wieś w sołectwie Zacharzyn - zobacz jednostki pomocnicze gminy Chodzież w  BIP.

## Historia
Wymysław – w wieku XIX opisano jako wieś w powiecie chodzieskim. Sąd, urząd okręgowy stacja kolejowa i parafia katolicka w Chodzieży, urząd stanu cywilnego i poczta w Zachasie (Zachasberg), szkoły obu wyznań w Strzelcach.
Wieś posiadała obszaru 7 ha, 9 domów, 62 mieszkańców (w tym 30 katolików).